# Chrysobothris chrysostigma
Chrysobothris chrysostigma är en skalbaggsart som först beskrevs av Carl von Linné 1758.  Chrysobothris chrysostigma ingår i släktet Chrysobothris, och familjen praktbaggar. Arten är reproducerande i Sverige.

## Bildgalleri

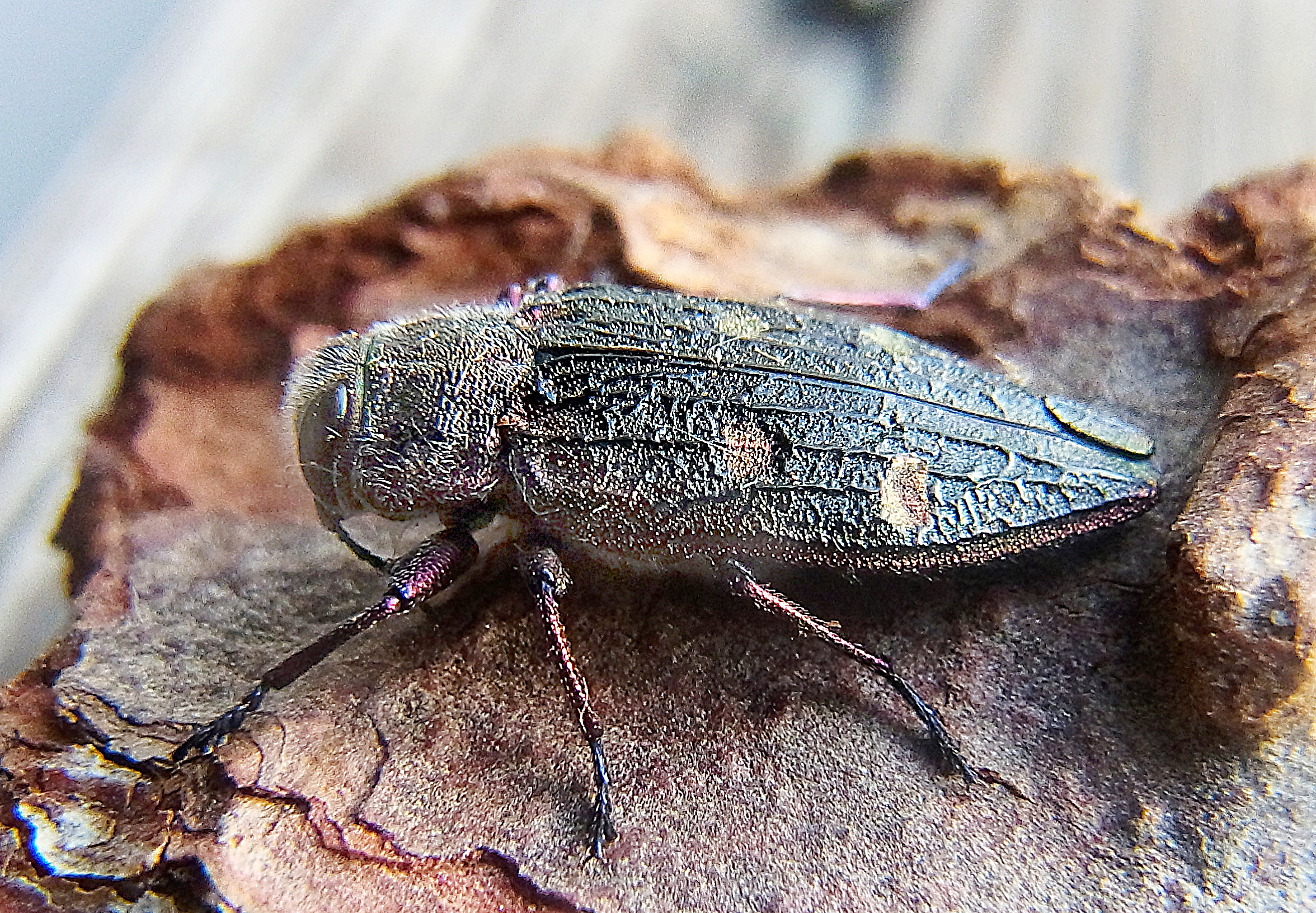
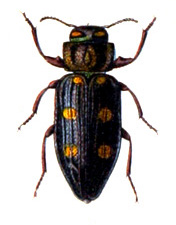
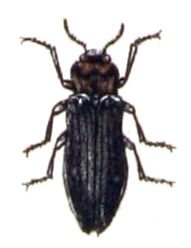
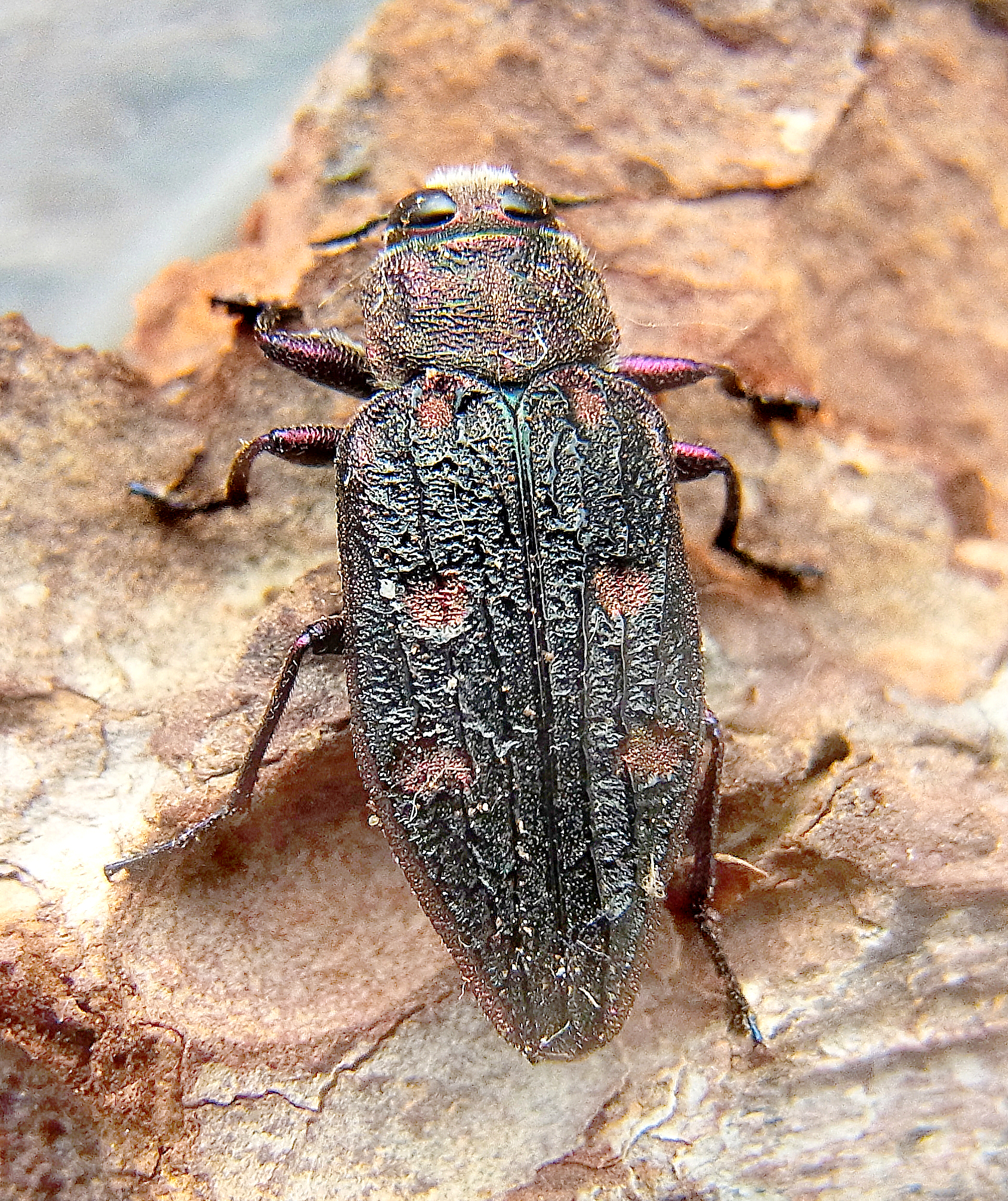